# Muzeum Bursztynu w Jarosławcu
Muzeum Bursztynu w Jarosławcu – prywatne muzeum w nadmorskim Jarosławcu, otwarte w 2014 roku; przedstawia historię powstania bursztynu bałtyckiego, inkluzji w bursztynie oraz dokumentuje złoża bursztynu w Polsce i na świecie.

## Ekspozycje
W muzeum funkcjonują trzy ekspozycje stałe: rekonstrukcja lasu bursztynowego opowiadająca historię powstania bursztynu bałtyckiego, rekonstrukcja podziemnej kopalni bursztynu (złoża) oraz sala inkluzji. Ponadto organizowane są wystawy czasowe (rzemiosło, obróbka bursztynu, poławiacze bursztynu).

## Cenniejsze eksponaty
W zbiorach muzeum znajduje się druga co do wielkości bryła bursztynu w Polsce, ważąca 2906 g, a także inne bryły ważące pow. 1000 g. Ponadto doskonale zachowane, rzadkie inkluzje (pasikonik, szyszka sosnowa, kwiatostan dębu), bryłka niebieskiego bursztynu bałtyckiego, czy też kompletna dokumentacja złoża bursztynu w Możdżanowie.

## Galeria

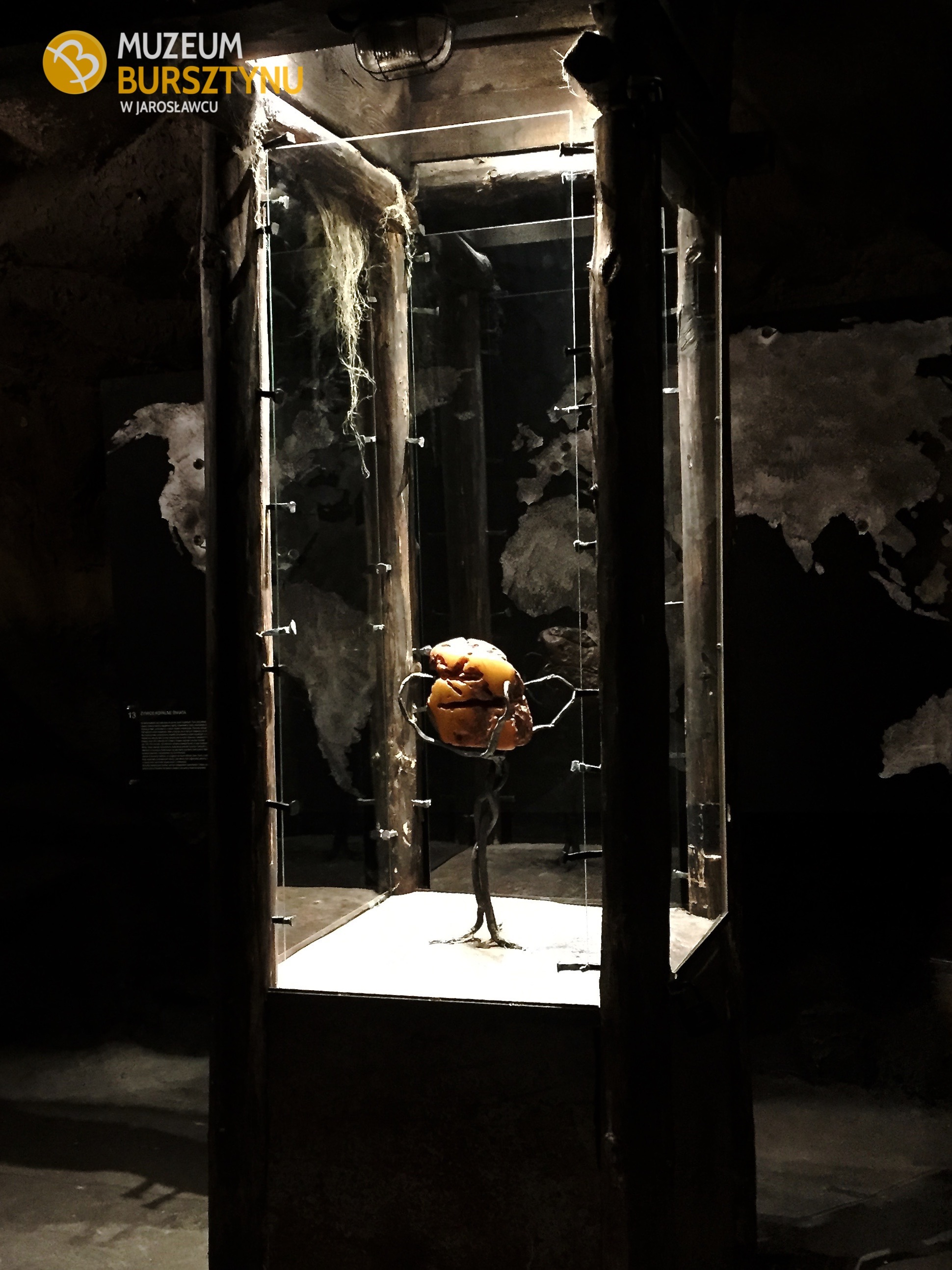
Bryła bursztynu bałtyckiego, 2906 g
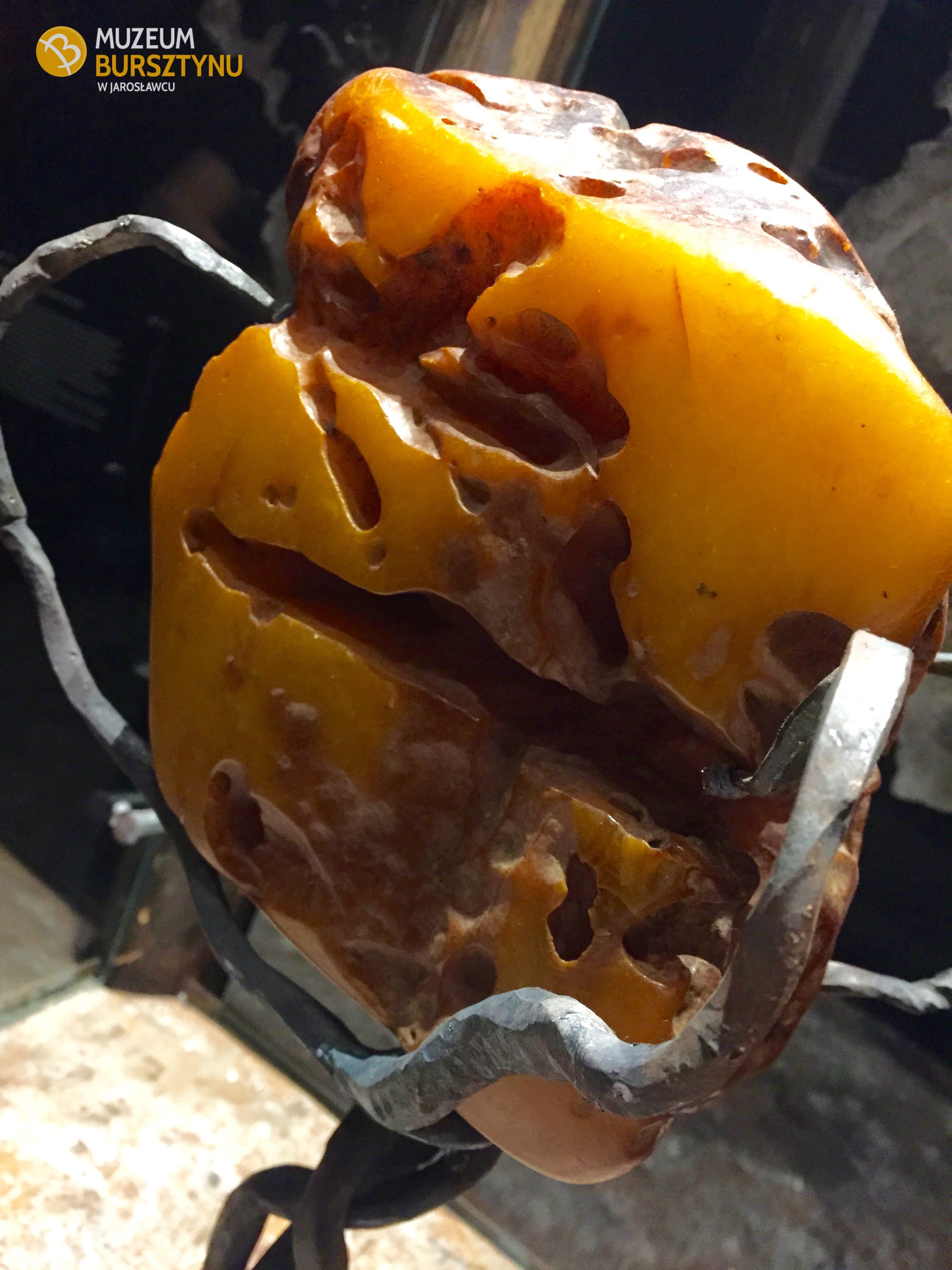
Bursztyn bałtycki, 2906 g
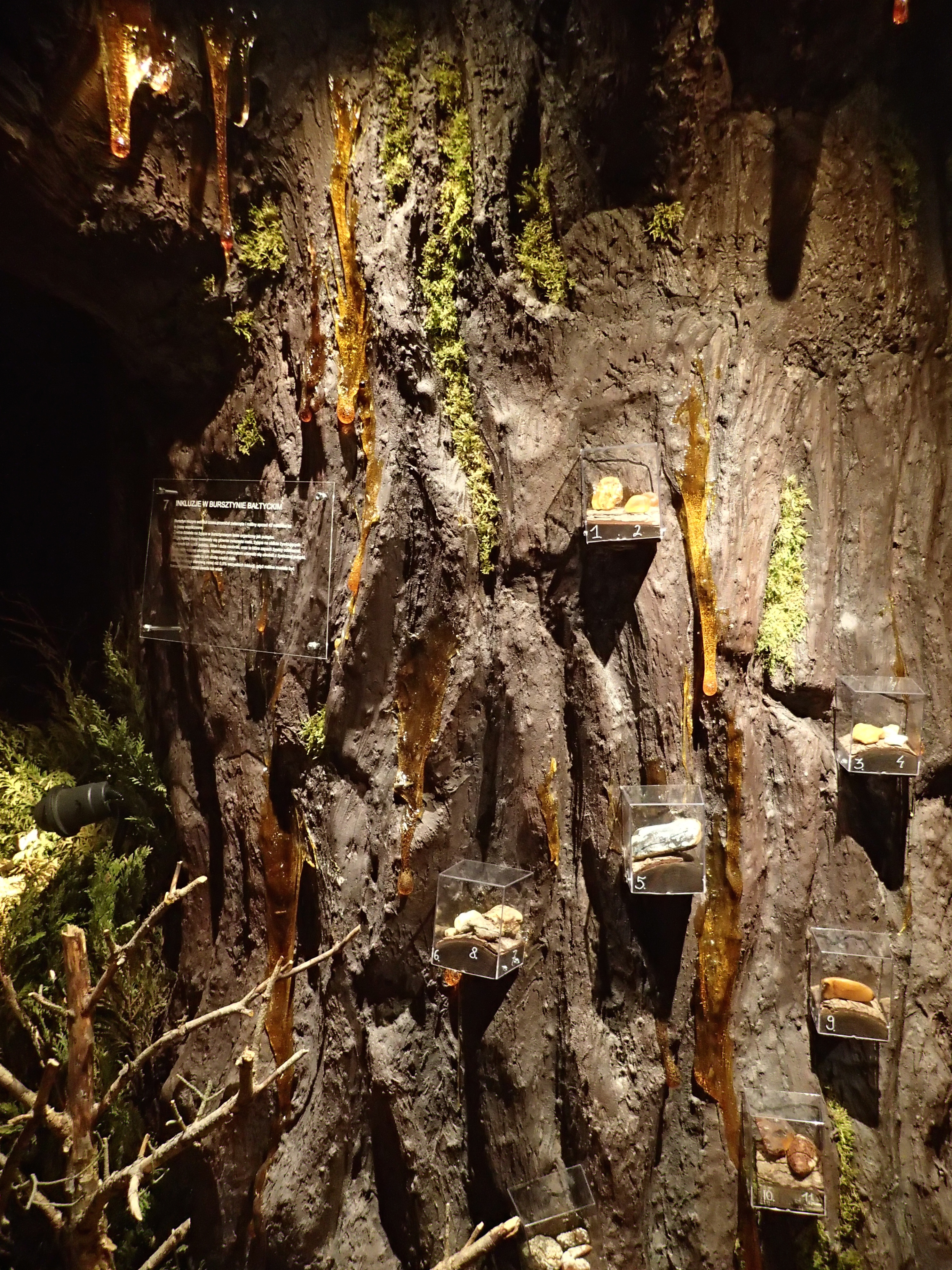
Las bursztynowy
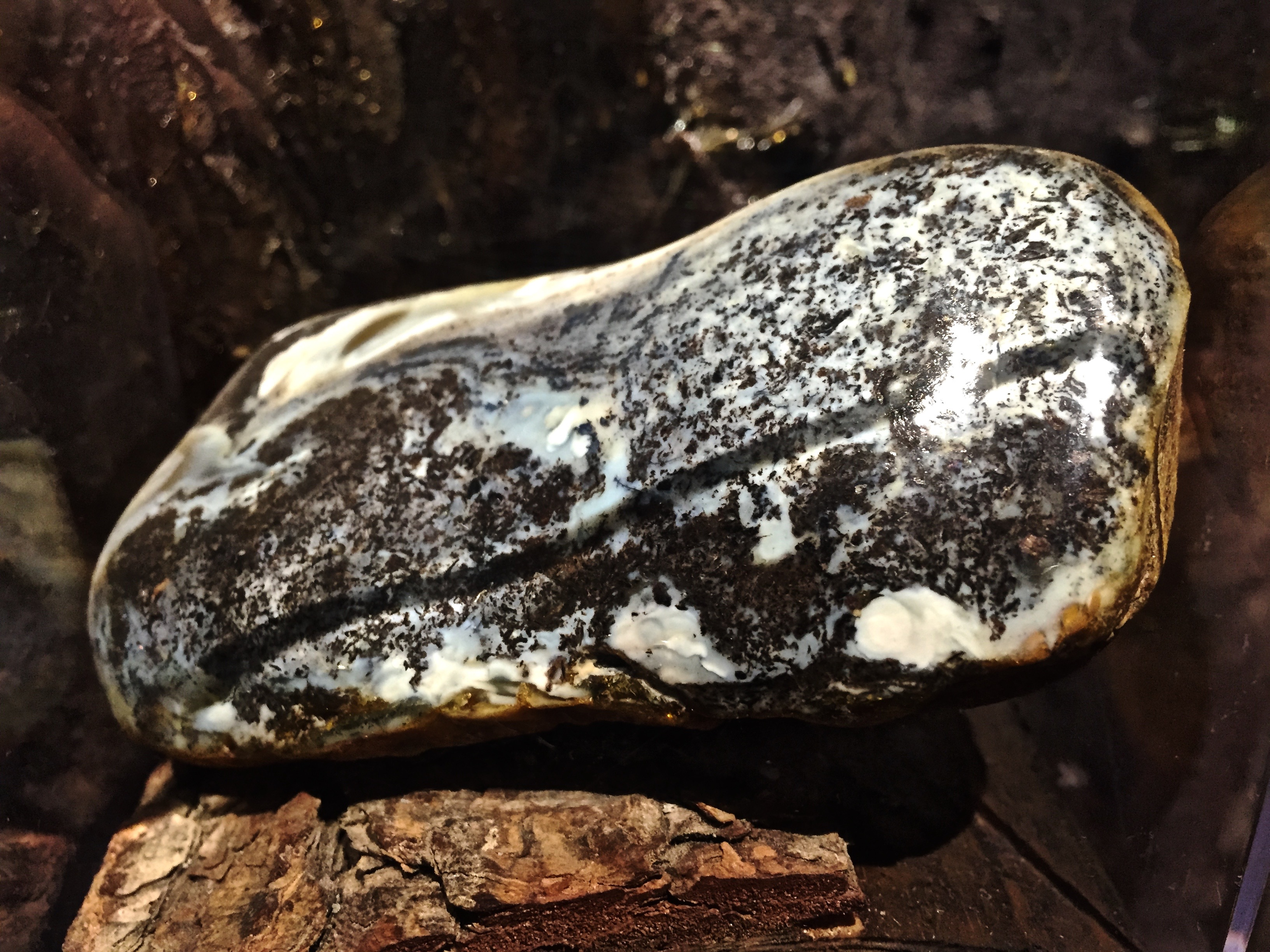
Niebieski bursztyn
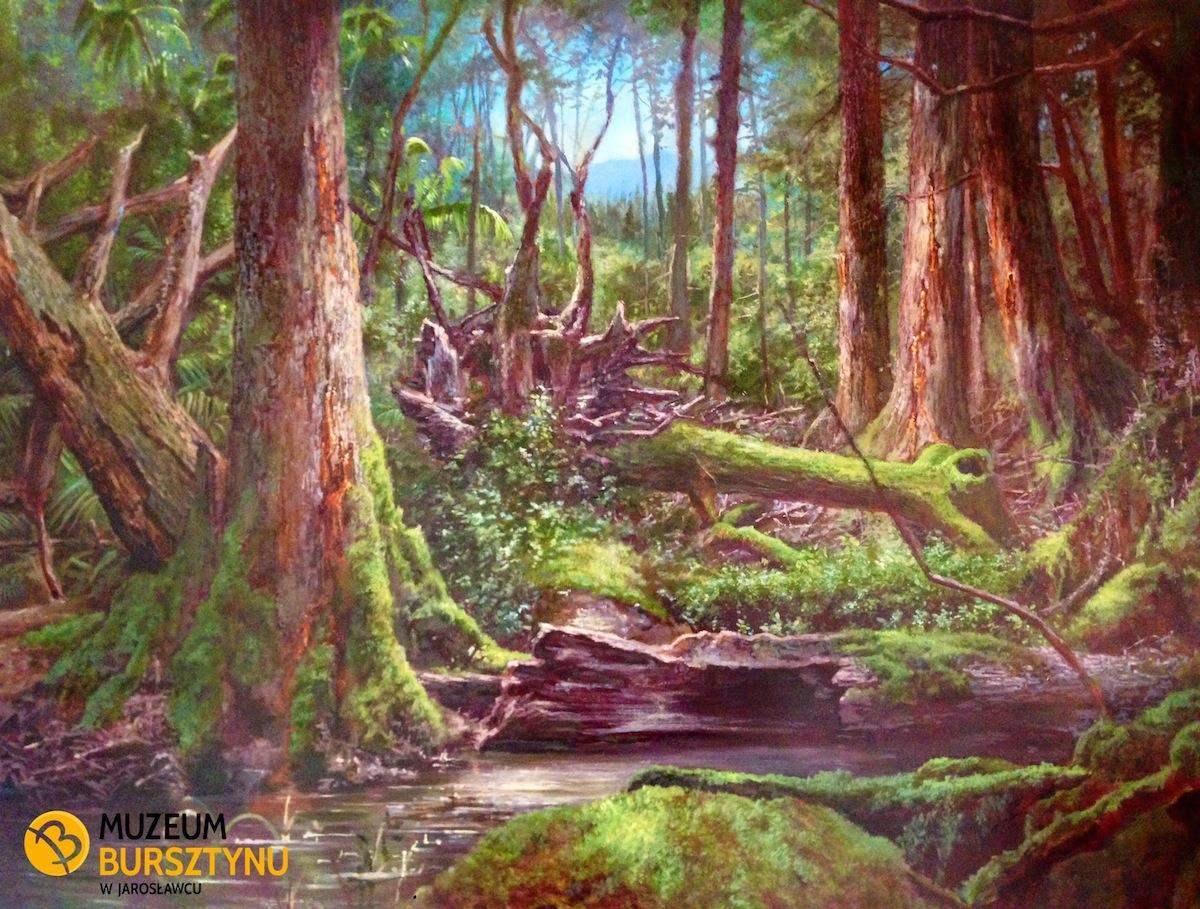
Obraz „Las bursztynowy”
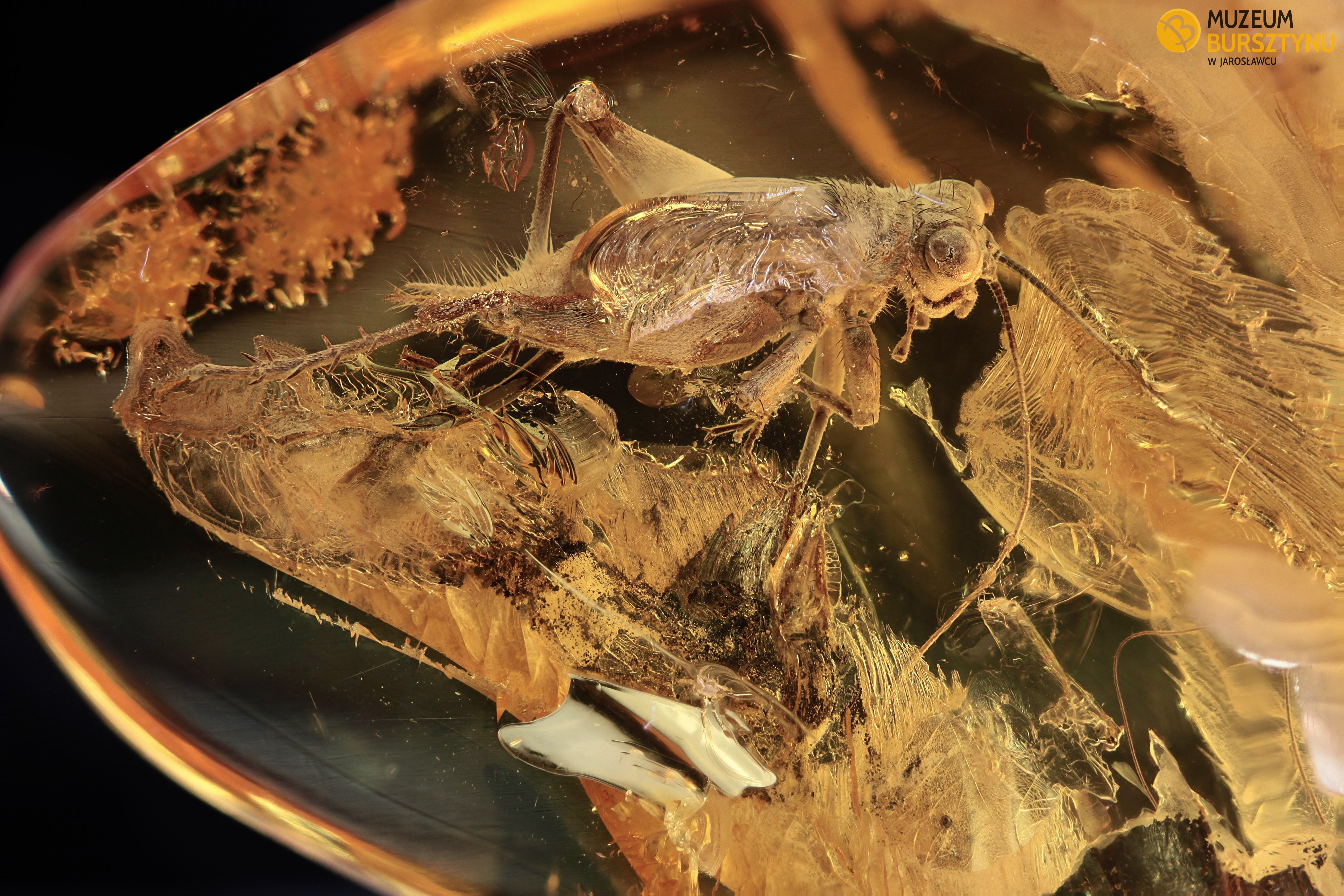
Inkluzja pasikonika